# Хронология вторжения России на Украину (август 2022)
Данная статья является частью хронологии широкомасштабного вторжения РФ на Украину и описывает события, произошедшие в августе 2022 года.

## Август

### 1 августа
Минобороны Великобритании отметило, что несмотря на захват Северодонецка и Лисичанска, Россия не смогла достичь ранее запланированного прорыва и вынуждена корректировать оперативный план. Так силы из Донбасса перебрасываются в южную Украину для усиления группы войск в Запорожье (передвижение военных на юг Украины также отследили законные власти Мариуполя и Минобороны Украины). Институт изучения войны отметил возобновление атак в Харьковской области, но подчеркнул, что из-за российских потерь и проблем с логистикой захват города маловероятен, а действия российских войск могут быть направлены на предотвращение контрнаступления ВСУ.
Продолжились обстрелы украинских городов. По информации местных властей, в Николаеве было обстреляно здание травмпункта. В Харькове снаряды попали в остановку общественного транспорта, один человек погиб, один ранен. В Днепропетровской области под обстрел РСЗО попали Марганец и Красногригорьевская громада, двое раненых. Власти ДНР анонсировали суд над гражданами Швеции и Хорватии и тремя подданными Великобритании, служившими в ВСУ (ранее двух британцев и марокканца, служивших в ВСУ, приговорили к смертной казни).
The New York Times сообщил о том, что с середины июля российские войска используют Запорожскую АЭС как прикрытие для обстрелов Никополя и других целей. Украинские власти связывают тактику использования АЭС в качестве щита с использованием ВСУ высокоточных РСЗО HIMARS. По словам законно избранного мэра Энергодара, российские военные разместили РСЗО «Град» между зданиями реакторов, а другую военную технику — в машинном зале первого энергоблока. Боевые действия рядом с АЭС представляют большую угрозу: к катастрофе может привести как повреждение реактора, так и попадание в бетонные хранилища высокорадиоактивного отработанного топлива.
Местные издания сообщили, что солдаты чувашского батальона «Атал» пожаловались властям на невыплату обещанных при подписании контракта 200 тысяч рублей. Издание «Можем объяснить» сообщило о появлении в продаже на Avito медалей «За освобождение Мариуполя» с удостоверениями по цене от 500 рублей. Около 140 военнослужащих, которых насильно удерживали в лагере в ДНР из-за намерения расторгнуть контракт, обратились в Следственный Комитет с требованием привлечь к ответственности их командиров за превышение полномочий.
Агентство Bloomberg пришло к выводу, что Россия под различными предлогами продолжит поддерживать поставки газа на минимальном уровне, чтобы давить на европейские власти и добиваться пересмотра санкций. Глава Еврокомиссии призвала готовиться к ухудшению ситуации с поставками газа. Ранее верховный комиссар ЕС по внешнеполитическим вопросам Жозеп Боррель отмечал, что доля России в закупках газа ЕС с начала войны была сокращена в 2 раза — с 40 % до 20 %.
«Медуза» исследовала новую «методичку», по которой российским официальным лицам и СМИ следует говорить и писать о вторжении на Украину. Так войну предполагается сравнивать с крещением Руси и Невской битвой и оправдывать действиями «коллективного Запада», который почти 1000 лет нападает на Россию, чтобы разделить её, завладеть ресурсами и уничтожить православную веру. Документ рекомендует подчёркивать, что атаки Запада объединяют общество вокруг национального лидера, который не допустил «повторения 22 июня 1941 года».
Из порта Одессы вышло первое с начала войны судно с продовольствием, которое направило в порт Триполи с 26 тыс. тонн кукурузы. Ещё 16 судов ожидали выхода в море. Украина получила от ЕС финансовую помощь на 500 миллионов евро, следующий транш такого же объёма был запланировал на 2 августа. Генсек ООН получил запросы от России и Украины о проведении расследования удара по Еленовке, заявили в его пресс-службе.

### 2 августа
Российские войска продвинулись на бахмутском направлении, а также в районе города Авдеевка и посёлка Пески. Институт изучения войны со ссылкой на американские власти заявил об отсутствии доказательств использования систем HIMARS для атаки на колонию в Оленовке (это версия российских властей) и возложил ответственность за убийство военнопленных на Россию.

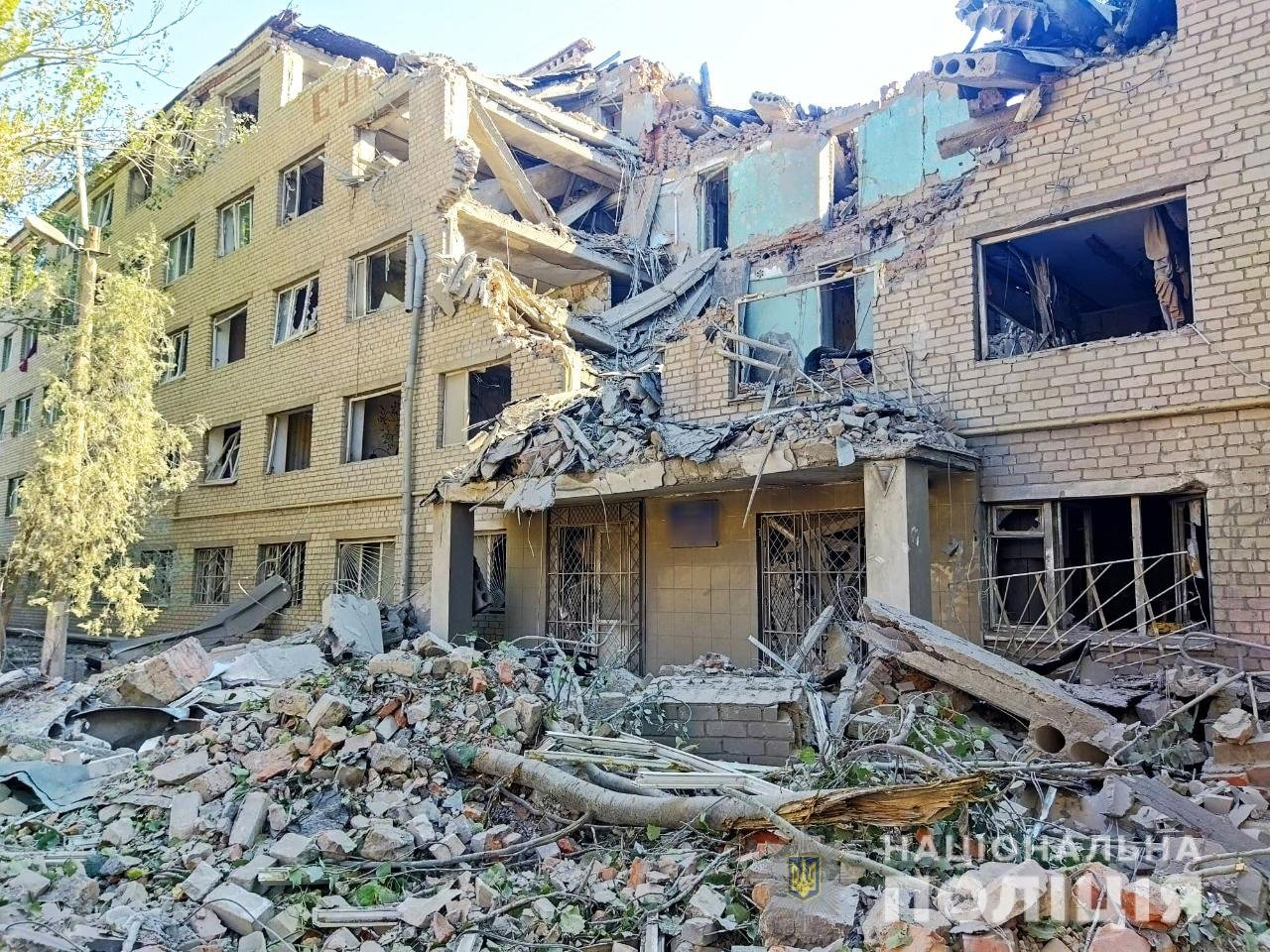
Общежитие Николаевского национального университета после обстрела

ВС РФ нанесли удары по Николаеву неуправляемыми и крылатыми ракетами (повреждены здание общежития университета, амбулатория, школа и магазины). Глава региона отметил, что с начала войны в Николаевской области погибло 403 мирных жителя, почти 1000 были ранены. В Львовской области Россия поразила украинский ЗРК авиаударом из района Каспийского моря (по заявлению местных властей, из 8 крылатых ракет украинская система ПРО сбила 7). Власти Украины начали обязательную эвакуацию гражданских из Донецкой области в центральные районы страны, планируется вывезти около 200 тысяч человек.
Верховный суд РФ по иску Генеральной прокуратуры признал полк «Азов» террористической организацией и запретил его деятельность в России. Журналисты отмечали, что это можно усложнить обмен украинских военнопленных-азовцев.
На странице Дмитрия Медведева, который после начала войны перешёл к агрессивной и милитаристской риторике, появилась колонка, в которой экс-президент пообещал после захвата Украины продолжить «восстановление границ» России. В частности, Медведев заявил, что воссоединение Грузии с оккупированными в 2008 году Абхазией и Южной Осетией возможно только в едином государстве с Россией. Замглавы Совета Безопасности также назвал Казахстан искусственным государством, где ведётся геноцид русских, на который он не намерен закрывать глаза. Запись была удалена через 10 минут после публикации, а помощник Медведева заявил о взломе страницы, однако журналисты BBC отметили, что публикация полностью укладывается в канву резких высказываний, сделанных Медведевым за время войны.
США расширили список персональных санкций: в список были включены 893 российских чиновника (включая членов Совета Федерации) и 31 официальное лицо из других стран. Комиссия Сейма Латвии по иностранным делам единогласно поддержала проект заявления о признании России террористическим государством. МИД РФ пригрозил США разрывом дипломатических отношений в случае объявления России страной-спонсором терроризма.
BBC выпустил репортаж об украинском сопротивлении на оккупированных территориях Херсонской области. Партизаны, агенты и информаторы отслеживают передвижение российской техники и других целей для ВСУ с помощью телефонов и дронов, помогают эвакуировать попавших в окружение военных, похищают российское оружие, ведут списки коллаборантов. По их словам, к активному сопротивлению их подтолкнули военные преступления России, похищения, пытки и убийства мирных граждан российскими военными.
Украинский омбудсмен сообщил, что Россия согласилась передать тела погибших в Оленовке военнопленных только после завершения расследования. Россия направила Генеральному секретарю ООН информацию, предположительно подтверждающую заявления властей ДНР об использовании ВСУ кассетных боеприпасов с минами-лепестками. Оккупационные власти Херсонской области перевели медицинские учреждения в наиболее опасных районах на оказание только экстренной помощи.

### 3 августа
Власти ДНР заявили о захвате южной окраины Марьинки и половины посёлка Пески под Донецком, Генштаб ВСУ — об отражении атаки на направлении Донецк — Пески. Минобороны Великобритании отметило, что произведённым накануне ударом по российскому поезду с боеприпасами ВСУ нарушили снабжение российских сил в Херсонской области из Крыма. По оценке военной разведки, даже после восстановления железная дорога останется уязвимым местом для российских сил вторжения.

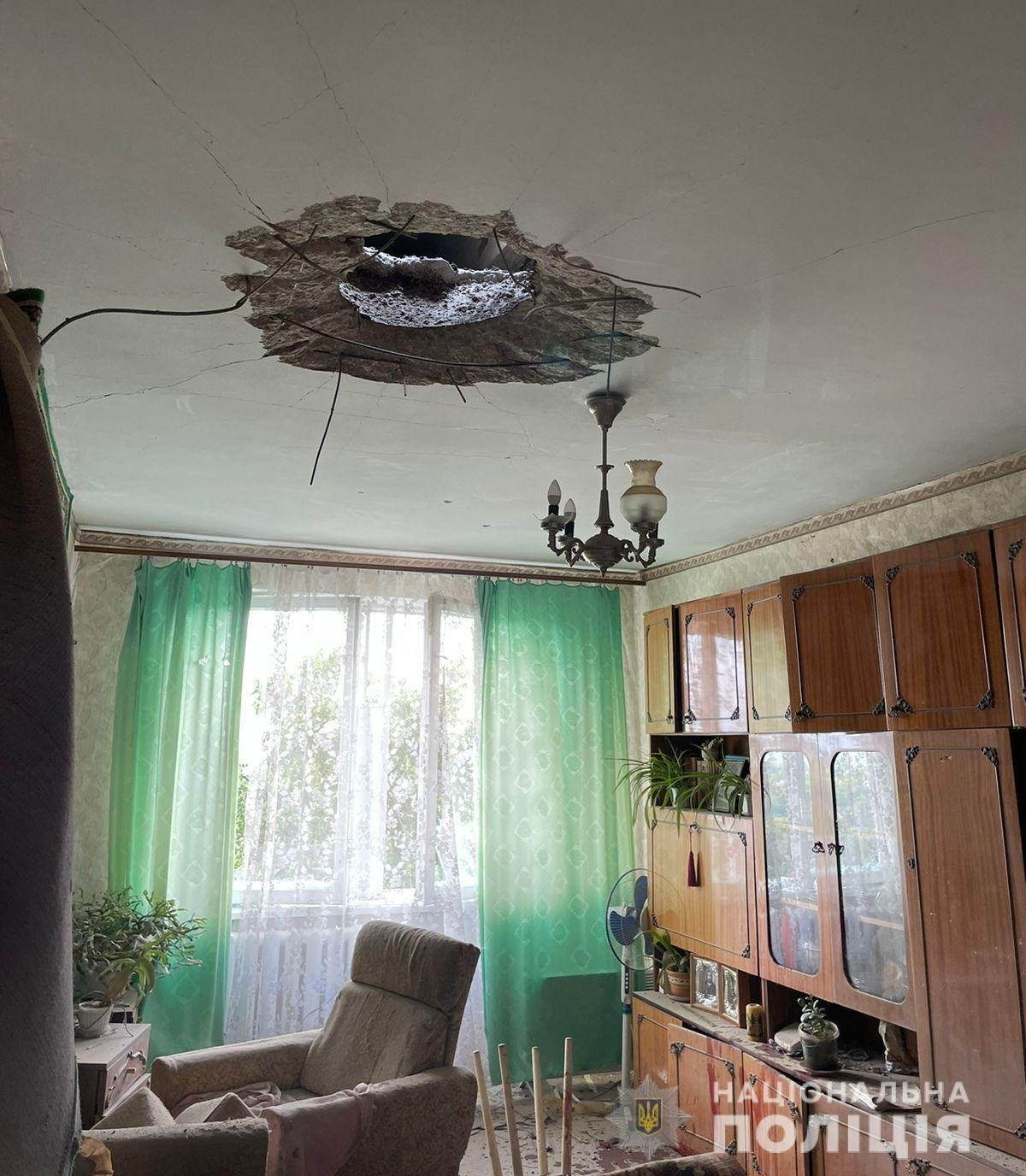
Результаты обстрела Чугуева

Местные власти сообщили об обстрелах Николаева (повреждены гражданские объекты), Чугуева, ударах по Зеленодольской общине в Днепропетровской области из РСЗО «Ураган» с кассетными боеприпасами. Оккупационная администрация Херсона заявила о восстановлении части полос разрушенного в результате ударов HIMARS Антоновского моста. По заявлению украинских официальных лиц, российские войска открыли огонь по гражданскому микроавтобусу, пересекавшему оккупированную территорию в Херсонской области. Власти Белгородской области объявили о закрытие школ и детских садов в приграничных с Украиной районах.
В Минобороны США опровергли очередное заявление российских властей об уничтожении систем HIMARS. Институт изучения войны предположил, что эффективность американских РСЗО деморализует российских солдат, вынуждая Минобороны лгать об уничтожении установок, но ни одно из заявлений российских военных не нашло подтверждения.
Генеральный директор МАГАТЭ заявил, что на Запорожской АЭС (где ВС РФ ранее разместили военную технику вблизи и внутри энергоблоков) нарушены все принципы ядерной безопасности и попросил РФ и Украину допустить миссию агентства на станцию.
Первое судно с украинским зерном прибыло в Турцию, успешно прошло инспекцию и продолжило путь в Ливан.
Глава ГСЧС сообщил, что из-за военных действий Украина стала самой заминированной страной в мире. Очистка сухопутных территорий, по оценке ведомства, займёт не менее 5 лет, акваторий — десятилетия. Великобритания подготовила для передаче Украине два корабля, которые будут использоваться для разминирования Чёрного моря после войны. Также BBC сообщил о подготовке страной ещё одного пакета помощи Украине на 3 млрд фунтов на текущие оборонные расходы и восстановление после окончания боевых действий.
«Новая газета. Европа» сообщила об отправке сотрудников госпредприятий Ленинградской области на военную переподготовку для обучения ремонту техники, прибывшей из Украины.

### 4 августа

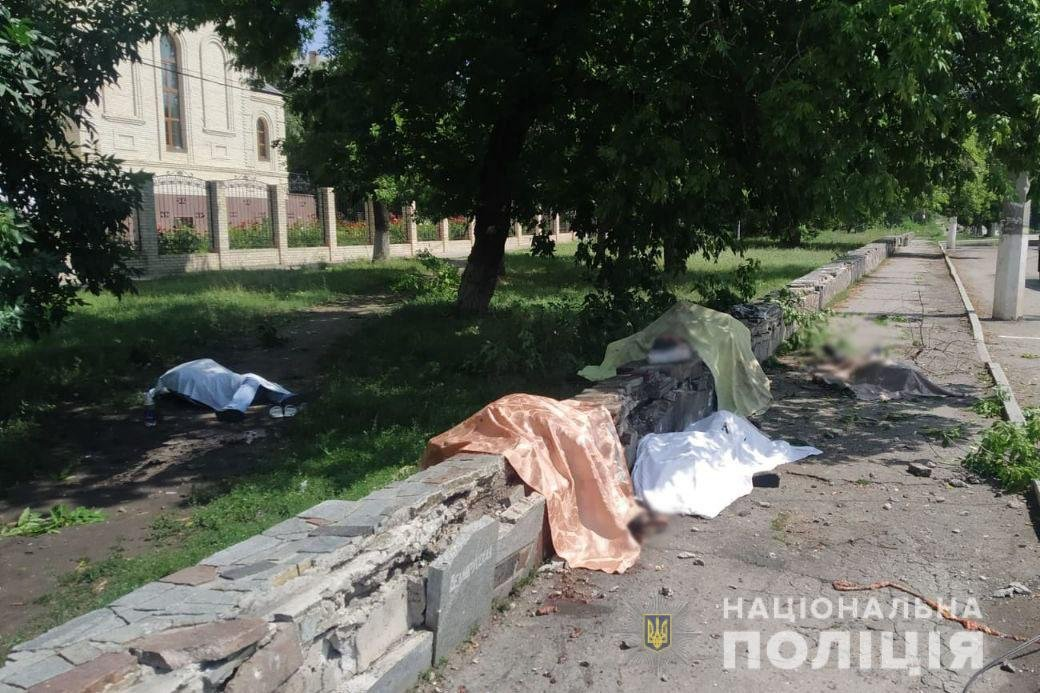
Тела погибших от обстрела Торецка

По информации местных властей, вооружённые силы России обстреляли жилые районы Харькова, Никополя и Николаева (пострадали дома, административное здание, ЛЭП). В Торецке в подконтрольной Украине части Донецкой области в результате попаданий по остановке общественного транспорта, церкви и другим гражданским объектам погибли 8 человек, 3 ребёнка и 1 взрослый получили ранения. Власти Тернополя, Ривны, Винницы, Кропивницкого и Хмельницкого получили многочисленные сообщения о минировании рынков, магазинов, вокзалов и т. д.
Власти Брянской области сообщили, что российские ПВО сбили украинскую ракету «Точка-У», фрагменты которой упали на дома и гражданские объекты в посёлке Климово, ранив двух человек. Российские государственные СМИ сообщили об украинском обстреле драматического театра в Донецке, где должно было пройти прощание с Ольгой Качурой. Погибли 5 человек, 6 были ранены. Украинская сторона причастность к обстрелу отрицала, указывая, что целями ударов ВСУ являются не «мероприятия», а военные и топливные склады и штабы.
Генштаб ВСУ сообщил об усилении позиций ВС РФ на юге Украины — на Криворожском и Запорожском направлениях, куда через Керченский мост перебросили технику и личный состав. Также украинские военные сообщили об отходе с рубежей в районе Авдеевки в направлении Бахмута и тактических успехах к северу от Славянска.
Институт изучения войны предположил, что Россия использует Запорожскую АЭС (ВС РФ разместили тяжёлую технику и боеприпасы в критически опасной близости от реакторов) для шантажа западных стран угрозой ядерной катастрофы, чтобы снизить поддержку украинского контрнаступления. Аналитики отметили, что использование территории АЭС в качестве огневой точки ставит ВСУ в сложное положение: ответный огонь чреват ядерным инцидентом и международным осуждением, а игнорирование — продолжением ударов по украинским позициям.
Минобороны Великобритании указало, что российские военные устанавливают пирамидальные радарные отражатели для защиты Антоновского автомобильного и железнодорожного мостов от ракетных ударов, а ранее отражатели были замечены возле Керченского моста. Подобные устройства могут помочь отвести удар ракетой с радиолокационным наведением, но их эффективность против ракет GMLRS с наведением по GPS под вопросом.
Администрация президента США выразило подозрение, что Россия может сфабриковать улики в подтверждении причастности Украины к массовому убийству военнопленных в Оленовке перед визитом официальной комиссии. Журнал Foreign Policy указал, что Индия продолжила принимать попавшие под санкции суда из России, попавшие в фокус международных аналитиков в связи с участием в торговле оружием и уклонением от санкций. Ранее Bloomberg описал схему, которая потенциально позволяет России скрывать происхождение нефти, смешивая её с египетской нефтью на терминале в порту Эль-Хамра.
ФСБ России снизило образовательный ценз для подписания контракта, позволив поступать на службу без армейского опыта и со средним специальным образованием (таким образом, был снижен и возрастной порог). Владимир Путин подписал закон, позволяющий претендовать на статус ветерана и инвалида боевых действий сотрудникам ФСБ, которые служат на российско-украинской границе (из пояснительной записки следовало, что критериям соответствовали 2 тыс. потенциальных ветеранов и 10 инвалидов).
«Медуза» опубликовала материалы ещё одной «методички», подготовленной администрации президента России для государственных СМИ к 1 августа. Она предлагала сравнивать вторжение на Украину с Первой мировой войной, в которой Россия защищает братские народы от колониальных претензий Запада, который вмешивается во внутренние дела России руками иностранных агентов, «национал-предателей». По информации «Медузы», разработкой методичек занимается прокремлёвский think tank — Экспертный институт социальных исследований.
В новом докладе Amnesty International указала на случаи использования ВСУ гражданских объектов в качестве баз, размещения техники и ведения огня из жилых районов в ходе обороны 18 городов и сёл Харьковской, Николаевской, Донецкой и Луганской областей. Российские провластные СМИ избирательно процитировали новый доклад, хотя ранее игнорировали менее комплиментарные России материалы Amnesty International о военных преступлениях России. Украинские власти раскритиковали доклад как создающий ложный баланс между преступником и жертвой и отметили меры, которые принимают для снижения опасности для мирного населения (например, эвакуацию).

### 5 августа
Институт изучения войны отметил, что Украина захватывает стратегическую инициативу и вынуждает ВС РФ менять приоритеты в ответ на контрнаступательные операции ВСУ, отводя технику в Херсонскую и Запорожскую область в ущерб интересам по захвату Славянска и Северска. Беларусь снова продлила учения на границе с Украиной. К началу августа общее количество продлений составило уже 15 недель.
Российские военные и сепаратисты заявили о захвате Песков и посёлка Гладосово, расположенного севернее Горловки, боях в городской черте Бахмута (независимых подтверждений этому не было). Власти Харьковской области отметили большие потери российских сил при взятии села Дмитровка в Изюмском районе.
Оккупационные власти Запорожской области заявили об ударе HIMARS по ж/д станции Токмак (из информации украинских телеграм-каналов следует, что был поражён склад боеприпасов ВС РФ). По информации местных властей, под обстрелы попали Запорожье, Никополь, в Торецке за сутки погибло 7 человек, ранено 9.
Владимир Путин и Реджеп Эрдоган провели переговоры в Сочи. Как заявила украинская разведка, из перехваченных переговоров следует, что Россия обратилась к Турции за помощью в обходе европейских санкций. Из украинских портов вышли ещё 3 корабля с продовольственными грузами: из Одессы отправилось судно «Навистар», из Черноморска — «Поларнет» и «Ройен».
Оккупационная администрация Энергодара заявила об обстрелах Запорожской АЭС. Российская и украинская сторона возложили ответственность друг на друга. «Энергоатом» назвал атаку провокацией российских войск. В результате обстрела оказались оборваны 2 ЛЭП, выбросов радиации не зафиксировано.
Замглавы оккупационной администрации Херсонской области был госпитализирован. Издание Baza сообщило, что чиновник был введён в искусственную кому, его транспортировали в Москву в НИИ Склифосовского. Среди версий случившегося — отравление.
Власти Украины отозвали аккредитации у сотрудников Amnesty International после публикации неоднозначного доклада. Посол Великобритании на Украине Мелинда Симмонс также выступила с критикой доклада организации, отметив, что опасности для мирных жителей более не будет, если Россия прекратит вторжение на Украину.

### 6 августа

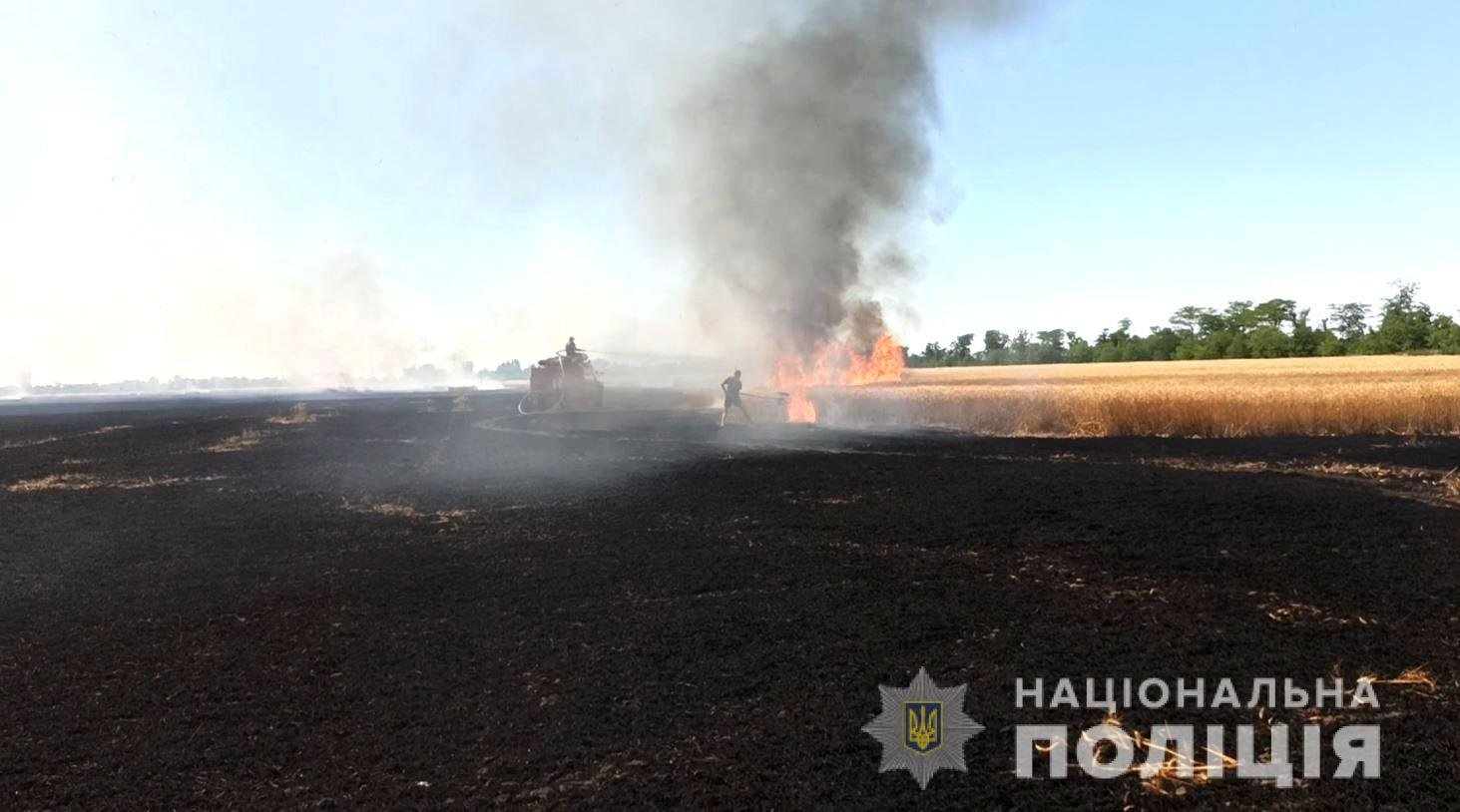
Загоревшееся от обстрела поле в Запорожской области

Обострилась ситуация вокруг Запорожской АЭС. Станция попала под новый обстрел, в котором воюющие стороны обвинили друг друга. «Энергоатом» сообщил о повреждении азотно-кислородной станции, вспомогательного корпуса, отключении энергоблока № 4 от энергосистемы. «Энергоатом» заявил о фактическом минировании Россией энергоблоков № 1 и № 2 (информацию подтвердил ряд источников The Insider) и береговой линии возле станции и призвал ООН, МАГАТЭ и другие международные организации вмешаться и добиться вывода российских военных с территории станции.
Минобороны Великобритании предположило, что основные бои следующей фазы войны будут происходить на 350-километровом участке линии соприкосновения на юго-востоке Украины. По наблюдениям ведомства, Россия перебрасывает танки, артиллерию и личный состав из Донбасса и оккупированных районов Украины, в том числе через Керченский мост. Ведомство отметило, что логистические цепочки и транспортная инфраструктура на юге Украины всё чаще становится целью ударов ВСУ.
Продолжились российские обстрелы украинских городов. Местные власти сообщили об ударах по многоэтажке и корпусу строительного лицея в Константиновке Донецкой области (2 погибли, 9 получили травмы), прилётах по Харькову, Николаеву, Никополю (пострадали 11 пятиэтажных жилых домов, 40 частных, нарушилось энергоснабжение). СБУ заявила о раскрытии сети российских агентов, которые передавали информацию о передвижениях украинских войск и масштабе разрушений от российских обстрелов.
The Insider и Bellingcat идентифицировали российского военного на видеозаписях пыток и убийства украинского пленного, опубликованных пророссийскими телеграм-каналами в конце июля. Расследователи пришли к выводу, что военный в характерной ковбойской шляпе, который под запись отрезал пленному гениталии канцелярским ножом — тувинец Очур-Суге Монгуш 1993 г.р., который служит в чеченском батальоне «Ахмат».
В горсовете Мариуполя сообщили об установке клеток в зале филармонии, где якобы планируется провести показательный суд над украинскими военнопленными. The Insider сообщил, что после обнародования информации о тюрьме для военнослужащих-отказников в Луганской области та была спешно закрыта, а военных освободили. Замглавы оккупационной администрации Новой Каховки умер после покушения.
Amnesty International не согласилась с критикой своего доклада, акцентировав внимание на том, что стремится к объективности и неоднократно категорично осуждала действия российских военных. Глава офиса организации на Украине подала в отставку в знак несогласия с политикой и ценностями головной организации. Северная Македония передала Украине 4 штурмовых самолёта Су-25, которые получила от Киева в 2001 году, и танки.

### 7 августа
Российские войска нанесли ракетные удары по военным объектам в Винницкой области, власти Украины сообщили о наличии пострадавших и об отказе украинской системы предупреждения о ракетном нападении.
По информации местных властей ВС РФ обстреляли ряд населённых пунктов Днепропетровской и Николаевской областей, Харьков. Власти Бахмута сообщили, что в городе уничтожено предприятие по вывозу мусора и нарушено энергоснабжение, но из-за обстрелов ремонтные бригады не могут выехать на место аварий. Под обстрел попал промышленный объект на окраине Николаева.
Замминистра внутренних дел Украины сообщил, что с начала войны Луганская область попала под обстрелы 4000 раз, Донецкая — более 3000 раз, Николаевская — 700 раз. Единственный регион Украины, не пострадавший от российских снарядов — Черновицкая область. Российская и украинская сторона обменялись очередными обвинениями в обстреле в опасной близости от Запорожской АЭС.
Госсекретарь США Энтони Блинкен прибыл в ЮАР для переговоров с целью противодействия попыткам России усилить влияние на континенте. В дальнейшем он планирует посетить Руанду и Демократическую Республику Конго. Все эти страны сильно зависят от поставок зерна из Украины и России. Иранское космическое агентство выступило с опровержением информации западных разведок о представлении России доступа к данным военного спутника «Хайям», запуск которого назначен на 9 августа.
Amnesty International принесла извинения украинцам за формулировки в докладе организации, который ранее вызвал широкую критику из-за игнорирования того факта, что Украина ведёт оборонительную войну. В эфире телеканала «Россия 1» депутат Государственной думы Алексей Журавлёв пообещал убить корреспондента немецкого телеканала Bild за осуждение риторики российских пропагандистов.
На Украину прибыло первое с 24 февраля судно под иностранным флагом для погрузки в рамках зернового соглашения — балкер Fulmar S. Из порта Одессы вышли 4 судна с продовольственными грузами: сухогрузы Glory, Star Helena, Riva Wind, Mustafa Necati.

### 9 августа

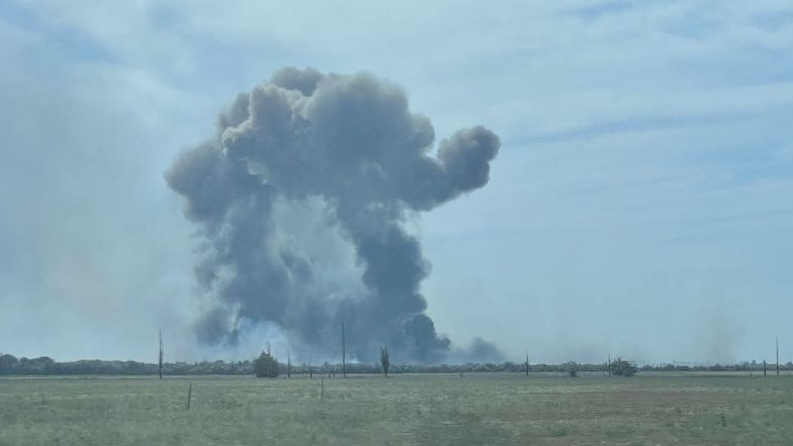
Взрывы на аэродроме «Саки»

9 августа произошла серия взрывов на российском военном аэродроме Саки в Крыму. Минобороны РФ заявило, что произошла детонация боеприпасов. ISW отмечает, что одновременные взрывы в двух разных местах скорее всего исключают российскую версию о случайности пожара. По версии ISW, российской стороне нецелесообразно обвинять Украину в ракетных ударах по аэродрому, поскольку это было бы признанием неэффективности крымской системы ПВО.
Министерство обороны Российской Федерации сообщило, что российские войска уничтожили склад с боеприпасами неподалёку от города Умань, где хранились более 300 ракет HIMARS, а также гаубицы M777.

### 11 августа
Заместитель председателя Совета безопасности России Дмитрий Медведев сообщил о визите в ЛНР. По словам Медведева, он провёл совещание с главами ДНР и ЛНР по мерам обеспечения самопровозглашенных республик, в котором также приняли участие генпрокурор Игорь Краснов, первый замглавы Администрации президента Сергей Кириенко, министр внутренних дел Владимир Колокольцев, директор ФСБ Александр Бортников и руководитель Следственного комитета Александр Бастрыкин.

### 15 августа
Стало известно, что в бою погиб лучший летчик Военно-воздушных сил Украины 2019 года Антон Листопад. В 30-летний юбилей Независимости он возглавлял авиационную колонну парада войск над Крещатиком. За несколько дней до его смерти президент Владимир Зеленский наградил лётчика орденом За мужество III степени. Информацию о гибели также подтвердил представитель Госслужбы Украины по делам ветеранов войны и участников антитеррористической операции в Ивано-Франковской области Владимир Веркалец.

### 20 августа
Министерство обороны России заявило, что 31 июля 2022 года российские военные на оккупированных РФ территориях Запорожской области были доставлены в госпиталь с симптомами химического отравления, и что анализы показали наличие в крови ботулинического токсина типа B. Минобороны России обвинило Украину в использовании химического оружия в отношении российских военных. Советник Министерства внутренних дел Украины в ответ заявил, что российские солдаты могли получить пищевое отравление от употребления просроченных консервов. Российская сторона заявила, что «подтверждающие доказательства» будут переданы в Организацию по запрещению химического оружия, не сказав, о каких доказательствах речь.

### 24 августа

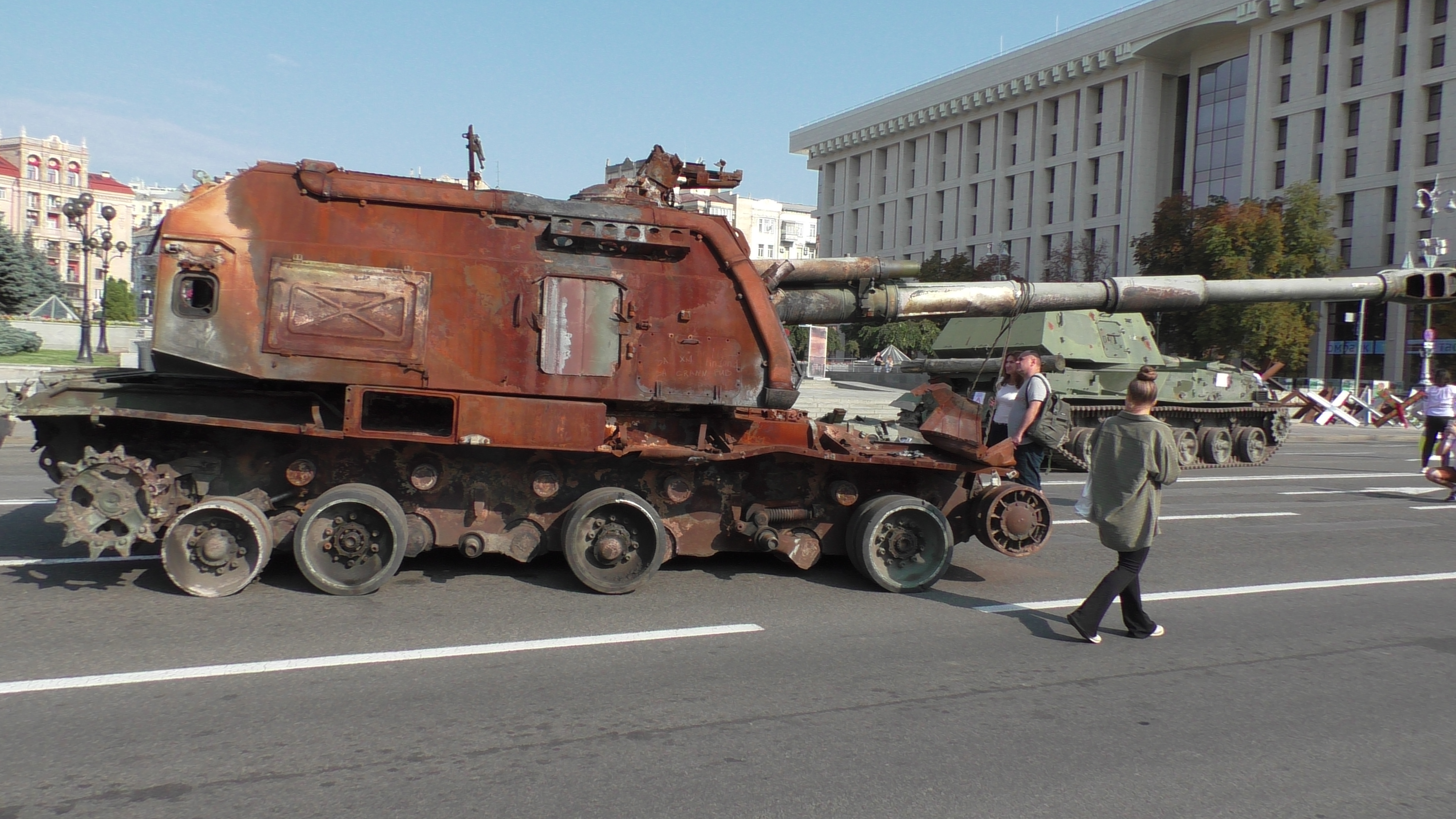
Выставка разбитой российской техники на Майдане Независимости ко Дню независимости Украины

Министр обороны РФ Сергей Шойгу заявил, что в ходе вторжения российская армия строго соблюдает нормы гуманитарного права и делает всё, чтобы избежать жертв среди мирных граждан. По его словам, это замедляет темпы наступления, но делается сознательно.
Российским ракетным ударом по железнодорожной станции Чаплино (Днепропетровская область) убиты по меньшей мере 25 человек, 31 получил ранения.

### 29 августа
Вооружённые силы Украины начали ведение наступательных операций в направлении Херсона. По данным CNN, украинские войска прорвали первую линию обороны в трёх местах, вернув контроль над сёлами Правдино, Новая Дмитровка, Архангельськое и Томина Балка. В свою очередь, Министерство обороны России заявило о провале наступления ВСУ на трёх южных направления в Херсонской и Николаевской областях, сообщив о больших потерях украинских войск в ходе боев: 26 танков, 23 боевых машины пехоты, два штурмовика и более 560 военнослужащих.